# Gregorij Rožman
Gregorij Rožman [gregórij róžman], ljubljanski škof, * 9. marec 1883, Dolinčiče, Koroška, danes Avstrija, † 16. november 1959, Cleveland, Ohio, Združene države Amerike.

## Življenje
Po gimnaziji in študiju teologije v Celovcu je bil leta 1907 posvečen v duhovnika; leta 1912 je doktoriral na Dunaju. V letih od 1914 do 1919 je bil v Celovcu prefekt v malem semenišču in predavatelj kanonskega prava; isti predmet je predaval od leta 1919 do leta 1929 na Teološki fakulteti v Ljubljani. Objavljal je med drugim v Času in v Bogoslovnem vestniku. Leta 1929 je postal škof-koadjutor škofa A. B. Jegliča in njegov generalni vikar; 1930 ga je nasledil kot ljubljanski škof. Do imenovanja za škofa se je ob profesuri in s tem povezanim znanstvenim in publicističnim delom ukvarjal kot organizator katoliške mladine, zlasti kot duhovni vodja Orla. Kot škof je v Ljubljani organiziral II. evharistični kongres za Jugoslavijo (1935) in VI. mednarodni kongres Kristusa Kralja (1939). V začetku marca leta 1936 je škof Rožman napisal svojim duhovnikom pismo, v katerem jim je spregovoril o komunizmu v ljubljanski škofiji; s tem pismom, ki je bilo sicer naslovljeno na duhovnike ljubljanske škofije, je stopil na čelo ideološkega boja proti komunizmu na Slovenskem. Leta 1940 je vodil škofijsko sinodo ter izdal Zakonik ljubljanske škofije in Pastoralne inštrukcije za ljubljansko škofijo. Ena temeljnih sestavin Rožmanovega škofovanja je bil odločen ideološki boj proti komunizmu. Poživitev verskega življenja in aktivnejšo vlogo katolištva v vsakdanjem življenju Slovencev je pričakoval od Katoliške akcije, ki se je prav v času njegovega škofovanja preuredila po italijanskem vzoru. Zdi se, da je bil med njenimi organizacijami bolj naklonjen Mladcem Kristusa kralja kot akademskemu klubu Straža.

## Druga svetovna vojna
Kljub temu, da je papež Pij XII. izrecno izjavil, da njegova antikomunistična poslanica med vojno ne velja, je ideološki protikomunizem  usodno zaznamoval Rožmanovo obnašanje med 2. svetovno vojno in njegove odnose z okupatorjem. Kljub temu ostaja dejstvo, da je bila zanj okupacija na Slovenskem vsiljeno zlo. Tako kot mariborski škof Tomažič je tudi Gregorij Rožman zastopal strogo legalistično stališče, da je vsaka oblast od Boga, in da jo je potrebno spoštovati, v smislu apostola Petra iz Pisma Rimljanom (Rim 13,1-2).

### Odnosi z italijanskimi okupatorji
Rimskokatoliška cerkev v Sloveniji naj bi do okupacijskih oblasti imela različna stališča, vendar je v zvezi s tem potrebno upoštevati velike razlike glede na zatečene razmere in nacistično okupacijsko oblast v Mariborski škofiji, v primerjavi z fašistično v Ljubljanski škofiji.

Mariborski škof Ivan Jožef Tomažič naj se ne bi spuščal v odnose z nemškimi okupatorskimi oblastmi, kar pa dejansko ni res, saj se je pisno zavzemal predvsem za izpustitev svojih zaprtih dohovnikov oz. vsaj za izboljšanje njihovih razmer, pa tudi osebno na sestankih, v spremstvu kanonika Ivana Žagarja, pri šefu civilne uprave Siegfriedu Uiberreitherju (19. aprila 1941), tudi neuspešno pri Gestapu (8. maja 1941) in pri zveznemu vodji Heimatbunda Franzu Steindlu (14. maja 1941). V smislu cerkvenih predpisov je škof Tomažič 16. aprila 1041, v imenu duhovščine in katoličanov lavantinske (mariborske) škofije, na vodjo Velikonemškega reicha Hitlerja naslovil lojalnostno izjavo, v kateri je prosil, naj oblasti upoštevajo »upravičene želje katoliškega prebivalstva obeh narodov«.
Ljubljanski škof Rožman je prav tako kot Tomažič zastopal strogo legalistično stališče, da je vsaka oblast od Boga, in da jo je potrebno spoštovati, v smislu apostola Petra iz Pisma Rimljanom (Rim 13,1-2).

Italijani so po okupaciji uradno priključili Ljubljansko pokrajino k Italiji, uvedli fašistično dikaturo in prepovedali vse slovenske politične organizacije, toda duhovnike so pustili po župnijah. Za razliko od hudega, nasilnega poitalijančevanja Slovencev na Primorskem, so v Ljubljanski pokrajini obljubili kulturno avtonomijo in tudi na Rožmanovo posredovanje dovolili slovenskim izgnancem z nemškega zasedbenega ozemlja naselitev v Ljubljanski pokrajini. Rožman je po uradni kapitulaciji kraljevine, 20. aprila 1941, po uradni dolžnosti in ker so oblasti od njega to zahtevale, visokemu fašističnemu komisarju Emiliu Grazioliju izrazil lojalnost, z izjavo: "Kar pa se tiče sodelovanja predstavnikov Cerkve z novo oblastjo fašistične Italije, je za nas katoličane merodajna božja beseda, ki pravi: »Vsak človek bodi višjim oblastem pokoren; ni je namreč oblasti, razen od Boga, in te, ki so, so od Boga postavljene« Rim 13,1. 
S tega stališča priznavamo oblast, ki je nad nami, in bomo po svoji vesti radi sodelovali v časno in večno korist ljudstva, med katero nas je božja Previdnost za duhovnike postavila«". Zahvalno pismo, ki ga je 6. maja. 1941 objavil tudi časopis Slovenec, je poslal tudi Mussoliniju: "Duce! Zvedeli smo z velikim veseljem, «da je slovensko zasedeno ozemlje po Italijanski Vojski vključeno v Italijansko kraljestvo. Prosim Vas, «da sprejmete najglobljo zahvalo v imenu vse duhovščine škofije toga ozemlja zaradi širokogrudne in skrbne ureditve, ki ste jo poklonili slovenskemu prebivalstvu. Sprejmite tudi, Duce, izraze naše brezpogojne vdanosti in sodelovanja. Hkrati prosim, naj božji blagoslov pride nad Vaše delo, nad ves veliki Italijanski narod ter nad slovensko ljudstvo, ki bo pod okriljem Rimskega Imperija lahko živelo in se razvijalo." Po uradni priključitvi Ljubljanske pokrajine k fašistični Italiji je Rožman 22. maja 1941 v ljubljanski stolnici priredil mašo hvaležnosti Mussoliniju.

#### Rožmanov memorandum Robottiju
Zaradi vedno hujših groženj italijanskih vojaških oblasti Slovencem se je Rožman 12. septembra 1942 posvetoval s predstavniki političnih strank. Rožman je nato poslal fašističnemu generalu Robbotiju memorandum, v katerem je zapisal, da zaradi nepoznavanja jezika italijanska vojska težko najde podpornike partizanov, toda domači fantje takšnih težav ne bodo imeli. Zato je predlagal sodelovanje za uničevanje »subverzivnih in uporniških elementov« z ustanovitvijo oboroženih vaških straž pod poveljstvom italijanske vojske. Istočasno je Rožman predlagal ustanovitev slovenske Tajne policije s 500 agenti, ki bi aretirali in predali italijanskim fašističnim oblastem “nevarne elemente”, ter vse, ki se svobodno sprehajajo po Ljubljani s ponarejenimi dokumenti. Dodal je, da bo treba za dosego zastavljenega cilja iz ujetniških taborišč izpustiti nekaj zanesljivih jugoslovanskih častnikov, katerih imena "bomo mi predlagali".
Rožmanov memorandum je pospešil rast kolaborantskih MVAC enot, nakar je italijanski general Vittorio Ruggero jeseni 1942. dejal Rožmanu: »Nisem Slovenec, a tako gledam na Slovence in njihov boj: MVAC nam Italijanom mnogo pomaga… a med vami Slovenci ustvarja takšno sovraštvo, da ga petdeset let ne boste mogli odpraviti.«  V spomenici Grazioliju 26. septembra 1942 je med drugim opozoril Italijane, da ne spoštujejo Slovencem obljubljene avtonomije. Pri nastajanju protikomunističnih enot ni sodeloval, si je pa zelo prizadeval, da bi imele vse te oborožene enote kurate.

### Odnosi z Osvobodilno fronto
V svojih medvojnih pridigah in pastirskih pismih, Rožman je ostro kritiziral Osvobodilno fronto.  Z memorandumom fašističnem generalu Robottiju, sodelovanjem v dveh domobranskih prisegah Hitlerju in SS-u, ter javnim pohvalam domobrancem za njihov boj, Rožman je zagovarjal in podpiral državljansko vojno proti OF in “brezbožnem komunizmu”, ter sodelovanje z okupatorjem. Po Rožmanovem zgledu, večina duhovnikov v Ljubljanski pokrajini je delovala proti OF, spodbujala nastanek vaških straž in domobrancev, številni duhovniki so ovajali zavedne Slovence in propagirali vstop v razne fašistične organizacije.
Katoliki v Osvobodilni fronti so naslovili več pisem Rožmanu, v katerih so kritizirali udeležbo duhovnikov na kolaboracionistični strani. Hkrati je OF izrazila svojo podporo svobodi veroizpovedi, in izjavila, da bi radi videli več duhovnikov v svojem gibanju, ali vsaj, da duhovniki ostanejo nevtralni. Navedli so, da so pripravljeni na srečanje z Rožmanom, ter razpravo o vseh vprašanjih, toda Rožman se nikoli ni odzval na pisma OF katolikov. Kljub Rožmanovim prizadevanjem proti Osvobodilni fronti se je 40 duhovnikov pridružilo partizanom samo v Ljubljanski pokrajini. Zaradi aktivnosti med partizani Rožman je suspendiral iz duhovnišlega stanu svojega nekdanjega tajnika, duhovnika Metoda Mikuža. Drugače je npr. ravnal mariborski škof dr. Ivan Jožef Tomažič, ki je sicer odklonil sodelovanje z OF, a proti njej ni deloval. Prav tako je pozneje odklonil sodelovanje z domobranci. Izrazito protifašistično so bili usmerjeni duhovniki na Primorskem. Ti so se fašizmu upirali že v obdobju med obema vojnama, med vojno pa so v glavnem sodelovali z OF.

### Odnosi z nemškimi okupatorji
Ob nemški okupaciji Ljubljanske pokrajine, septembra 1943,  Rožman se je srečal z nacističnim Gauleiter-jem Friedrichom Rainerjem, odgovornim za raznorodnovanje, množične izgone, streljanja, in ostale hude represije nad Slovenci na Štajerskem, Koroškem in Gorenjskem. Rainer je Rožmanu razložil, da bodo Gorenjska, Štajerska in Koroška ostale pripojene nemškem Reichu, in je bil presenečen, ko mu je Rožman pred zemljevidom zelo podrobno opisal boje, ki jih slovenske kolaborantske enote vodijo proti partizanom, za kar ga je Rainer poimenoval "bojeviti škof", in primerjal s srednjeveškimi škofi "ki so se borili proti cesarju za politično oblast". Rožman se je strinjal in podprl Rainerjevo namero, da postavi Leona Rupnika za administratorja Ljubljanske pokrajine pod nacistično nadoblastjo.
Rožman je sodeloval v dveh domobranskih prisegah Hitlerju in SS-u – prva 20. aprila 1944 na bežigrajskem stadionu, ki je bil v cerkveni lasti. Druga prisega je bila 30. januarja 1945 pred Uršulinsko cerkvijo v Ljubljani, skupaj s SS generalom Erwinom Rösenerjem, ki je bil zaradi množičnih vojnih zločinov proti Slovencem na spisku nürnberških zločincev.
Marca 1945 sta pisala Rožman in Leon Rupnik pismo ustaškem poglavarju, Anteju Paveliću, v katerem sta mu predlagala politično in vojno zavezništvo za nadaljnjo borbo proti partizanom, in predlagala skupno prizadevanje, da bi s strani zahodnih zaveznikov domobranci, ustaši in četniki pridobili priznanje kot legitimni predstavniki oboroženih sil posamičnih narodov. Zavezniki so že od leta 1943 uradno priznavali partizane, ter podpirali dogovor Tito-Šubašić. 3. maja 1943; Rožman je tudi sodeloval v Taborski deklaraciji Slovenske zaveze, ki je pozdravila povratek Karadjordjevićev na oblast, ter so preimenovali Domobrance, zaveznike nacističnih okupatorjev, v “osvobodilno vojsko”.

## Po vojni
5. maja 1945 se je odzval vabilu celovške škofije na razgovor o nadaljevanju dušnopastirskega dela na zasedenem območju. Šofer ga je naslednji dan proti njegovi volji odpeljal proti zahodu. Ni se mu več posrečilo, da bi preko Silliana prišel v Rim in poročal papežu. Ker je zapustil Slovenijo brez papeževega dovoljenja, nikoli več ni bil imenovan na nobeno mesto v cerkveni hierarhiji in mu ni bilo dovoljeno obiskati papeža.  Tako je ostal na Vzhodnem Tirolskem, pomagal pri dušnopastirskem delu, posvetil bogoslovca Vladimirja Kozina in mu pridigal pri novi maši v Anrasu, kjer je tisti dan zvedel o vetrinjski tragediji (vrnitev domobrancev). Julija 1945 je obiskal slovenske begunce v taboriščih Peggetz, Št. Vid (St. Veit/Glan) in Spittal. 13. avgusta 1945 so angleški policaji prišli v Anras in škofu povedali, da se mora javiti v Celovcu. Vsak dan se je moral javiti na celovški angleški postojanki, tako da je škofijsko palačo zapustil le za kratke sprehode, vedno v nevarnosti, da ga bodo izročili jugoslovanski komunistični vladi. Ameriški vojaški kurat je 11. novembra 1947 s prijatelji prišel po škofa Rožmana in škofa Šarića ter ju odpeljal v Salzburg, kjer je škof Rožman živel pri sestrah benediktinkah na Nonnbergu. Nadškof dr. Rohracher mu je za 4. marca 1948 posredoval varno spremstvo v Švico, od koder je 1. julija 1948 odpotoval v ZDA, kjer je delal med slovenskimi izseljenci in begunci. Tako je po vojni obiskal slovenske izseljence v Angliji, Franciji, Belgiji in na Nizozemskem, leta 1958 se je za cel mesec vrnil na Koroško in Vzhodno Tirolsko, obiskal rojstni kraj, prijatelje in sorodnike. Papež Pij XII. ni sprejel njegovega odstopa kot ljubljanskega škofa, vendar mu tudi nikoli ni omogočil srečanja, med katerim bi mu Rožman sam pojasnil svoja medvojna stališča. Škof Rožman je bil nato do leta 2013 pokopan na pokopališču slovenskih frančiškanov v Lemontu pri Chicagu.
Posmrtne ostanke škofa Gregorija Rožmana so premestili iz ZDA v Slovenijo. V Lemontu je bilo slovo 7. aprila 2013. Med nekaterimi ljubljanskimi škofi je bil pokopan v soboto, 13. aprila 2013, v ljubljanski stolnici.

## Škofovo pismo papežu Piju XII.
Škof Rožman je z italijansko in kasneje nemško okupacijsko oblastjo sodeloval v smislu svoje službe katoliškega dušnega pastirja, v kateri se je moral zavzemati za kar najmanjšo stopnjo nasilja nad civilnim prebivalstvom. Tako je obsojal poboje domnevnih slovenskih 'izdajalcev' v Ljubljani in na podeželju, ki jih je izvajala OF pod vodstvom Komunistične Partije Slovenije in katerih število je spomladi leta 1942 skokovito naraščalo.
Proti koncu vojne, 20. novembra 1944, je pisal papežu Piju XII. pismo, v katerem ga je prosil za njegovo posredovanje pri zahodnih zaveznikih, da bi le-ti ob koncu vojne zasedli Slovenijo, jo obranili pred komunizmom in vzpostavili parlamentarno demokracijo:
Vaša Svetost je bila obveščena, da je brezbožni komunizem uničil v Sloveniji mnogo cerkva in kapel, pobil veliko število duhovnikov, med njimi najboljših in najbolj aktivnih in pomoril okoli 10.000 Slovencev, večinoma najboljših katoličanov.
Nedavno sem bil informiran, da se komunisti v bližnjih slovenskih škofijah tajno pripravljajo, da bi se polastili oblasti na vsem slovenskem ozemlju v trenutku anarhije po umiku nemškega okupatorja. Istočasno pripravljajo splošen pokol vseh duhovnikov, katoliških demokratskih patriotov, zlasti vseh delavcev Katoliške akcije...
 Najponižneje prosimo Vašo svetost za Vašo intervencijo. Vaša svetost naj posreduje in sporoči vodilnim angloameriškim osebnostim našo ponižno prošnjo, da naj angloameriške sile okupirajo slovensko ozemlje in Primorje in naj v deželi vzpostavijo svoj začasni režim pravičnosti in miru brez slehernega sodelovanja partizanske teroristične "Osvobodilne fronte". Samo s takim ukrepom bo preprečena nova ponovitev nepotrebnega, obžalovanja vrednega prelivanja nedolžne krvi.
Papež Pij XII. je izrecno izjavil, da njegova antikomunistična poslanica med vojno ne velja, in zato ker je Rožman 1945. napustil Ljubljano brez njegovega dovoljenja, Pij XII. je Rožmanu prepovedal obiskati papeža, in ga nikoli ni imenoval na novo mesto v cerkveni hierarhiji 

## Sodni proces
Na sodnem procesu pred vojaškim sodiščem IV. jugoslovanske armade v Ljubljani 1946 je bil Rožman v odsotnosti dne 30. avgusta 1946 pod obtožbo sodelovanja z okupatorjem obsojen na odvzem prostosti s prisilnim delom za dobo 18 let, izgubo državljanskih pravic za dobo 10 let po prestani kazni in na zaplembo celotnega premoženja. Po pritožbi mu je bilo odvzeto tudi državljanstvo.
Od leta 1995 do 2003 so bile vložene zahteve za obnovo procesa, med letoma od 1998 in 2009 pa zahteve za varstvo zakonitosti. Zadnjo zahtevo po varstvu zakonitosti je 31. decembra 2005 vložil naslednik škofa Rožmana na ljubljanskem škofijskem sedežu, nadškof Alojz Uran.
Vrhovno sodišče Republike Slovenije je sodbo 1. oktobra 2007 zaradi številnih postopkovnih napak razveljavilo in Rožmanov primer vrnilo ljubljanskemu okrožnemu sodišču v novo sojenje. Okrožno sodišče v Ljubljani pa je 10. aprila 2009 kazenski postopek proti škofu Rožmanu dokončno ustavilo.
O vlogi škofa Gregorija Rožmana se še vedno krešejo različna mnenja tudi med zgodovinarji , tudi spodaj omenjeni monografiji o Rožmanu se v svoji zgodovinski oceni njegovega lika ne ujemata povsem.
Edino obstoječo biografijo o škofu Rožmanu je napisal Jakob Kolarič in nosi naslov Škof Rožman: duhovna podoba velike osebnosti na prelomnici časa. Izšla je v treh delih v letih 1967–1977, in sicer v Celovcu, kajti njena izdaja v Sloveniji zaradi tedanje komunistične totalitarne oblasti ni bila mogoča.